# Шашло, Тимофей Максимович
Тимофей Максимович Шашло (1915—1989) — командир танка 1-го танкового полка 1-й отдельной танковой бригады 21-й армии Юго-Западного фронта, старший сержант. Герой Советского Союза. После Великой Отечественной войны — доктор педагогических наук, заслуженный учитель Украинской ССР.

## Биография
Родился 21 февраля 1915 года в селе Куцеволовка ныне Кировоградской области Украины в семье крестьянина. Украинец. В 1931 году окончил среднюю школу и в том же году — краткосрочные учительские курсы. В 1931—1934 годах — учитель средней школы села Дериевка в Кировоградской области. В 1938 году окончил Кременчугский педагогический институт. С 1938 года — преподаватель математики и директор средней школы в селе Млынок Онуфриевского района Кировоградской области Украинской ССР.
В Красной Армии с сентября 1939 года, призван на срочную службу Онуфриевским районным военкоматом. Служил курсантом в 322-м отдельном учебном танковом батальоне Киевского особого военного округа. С марта 1940 года — командир танка 32-й танковой дивизии того же округа. Член ВКП(б)/КПСС с 1940 года. Участник Великой Отечественной войны с июня 1941 года. Участник оборонительных сражений на Юго-Западном фронте.
Командир танка 1-го танкового полка 1-й танковой бригады 21-й армии Юго-Западного фронта старший сержант Тимофей Шашло совершил выдающийся подвиг в ходе Сумско-Харьковской оборонительной операции. Этой бой происходил 1 октября 1941 года у села Штеповка Лебединского района Сумской области Украинской ССР. Указом Президиума Верховного Совета СССР от 20 ноября 1941 года за образцовое выполнение боевых заданий командования на фронте борьбы с немецко-фашистскими захватчиками и проявленные при этом мужество и героизм, старшему сержанту Шашло Тимофею Максимовичу присвоено звание Героя Советского Союза с вручением ордена Ленина и медали «Золотая Звезда».
После присвоения высшей награды Родины продолжал отважно сражаться на фронте. С октября 1941 — комиссар танковой роты в 1-й отдельной танковой бригаде, с марта 1942 — инструктор политотдела 6-й гвардейской танковой бригады, с мая 1942 года — комиссар танкового батальона в этой бригаде. Всё это время воевал на Юго-Западном фронте. В августе 1942 года направлен на учёбу, а в октябре 1942 года — окончил курсы политсостава при Военной академии механизации и моторизации РККА имени И. В. Сталина. С ноября 1942 года — заместитель по политчасти командира 56-го танкового полка. С июля 1943 года — начальник отдела танковых войск Политического управления Воронежского фронта, участвовал в Курской битве, в Белгородско-Харьковской наступательной операции, в битве за Днепр, в Киевской наступательной и в Киевской оборонительной операциях. С февраля 1944 года и до Победы — заместитель по политчасти командира 20-й гвардейской танковой бригады 6-й танковой армии на 2-м и 3-м Украинском фронтах. Участник Корсунь-Шевченковской, Уманско-Ботошанской, Ясско-Кишинёвской, Бухарестско-Арадской, Дебреценской, Будапештской, Венской, Братиславско-Брновской и Пражской наступательных операций.
Летом 1945 года вместе с армией Т. М. Шашло был переброшен на Дальний Восток и в составе войск Забайкальского фронта участвовал в советско-японской войне 1945 года. За годы войны прошёл путь от старшего сержанта до подполковника. Был ранен в бою 15 августа 1943 года. В сентябре 1945 года направлен на учёбу на курсы при Военной академии бронетанковых и механизированных войск Красной Армии имени И. В. Сталина, но в январе 1946 года по личной просьбе подполковник Т. М. Шашло уволен в запас. После демобилизации жил в Киеве. В 1948 году окончил партшколу при ЦК КП Украины. С 1948 года — секретарь Печерского райкома партии Киева, с 1951 года — заведующий Киевским городским отделом народного образования. С 1967 года — проректор по заочному и вечернему обучению Киевского государственного педагогического института имени М. Горького. Ветеран войны много внимания уделял воспитанию молодёжи на боевых и революционных традициях советского народа, его Вооружённых Сил.
Т. М. Шашло — доктор педагогических наук, заслуженный учитель Украинской ССР. Им написаны книга «Руководящая роль Коммунистической партии в развитии советской школы на Украине», документальные повести «Отец и сын», «Дороже жизни», «Алмазы шлифуют».
Жил в городе-герое Киеве. Умер 22 октября 1989 года. Похоронен в Киеве, на Байковом кладбище. Подполковник.
Награждён двумя орденами Ленина, двумя орденами Красного Знамени, двумя орденами Отечественной войны 1-й степени, орденами Отечественной войны 2-й степени, Трудового Красного Знамени, медалями, иностранной наградой — медалью Великобритании. Именем Героя названа улица в селе Штеповка, средняя школа в селе Куцеволовка, на доме, где жил Герой и на здании школы установлены мемориальные доски.